# Sahalahti
Sahalahti est une ancienne municipalité de Finlande.
Elle était dans la province de Finlande occidentale et faisait partie de la region du Pirkanmaa . 
La municipalité avait une population de 2 229 habitants (2003) pour une superficie de 171,96 km2 dont 35,09 km2 d'eau.
Sahalahti a été absorbée par Kangasala le 1er janvier 2005.
Sahalahti était unilingue Finnois.

## Galerie

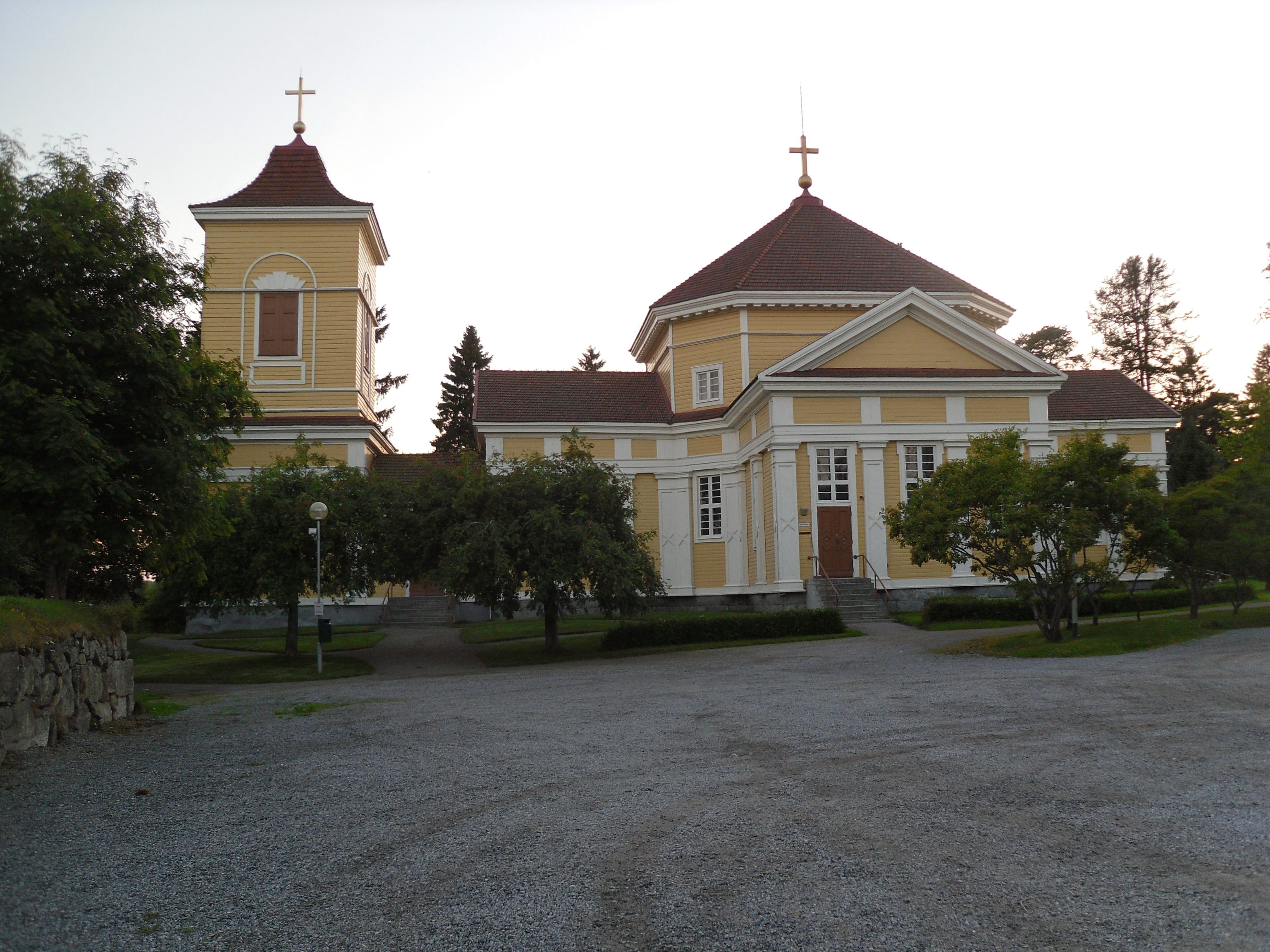
Église de Sahalahti.